# Waterberg (district)
Waterberg (officieel Waterberg District Municipality) is een district in Zuid-Afrika.
Waterberg ligt in de provincie Limpopo en telt 679.336 inwoners.

## Gemeenten in het district

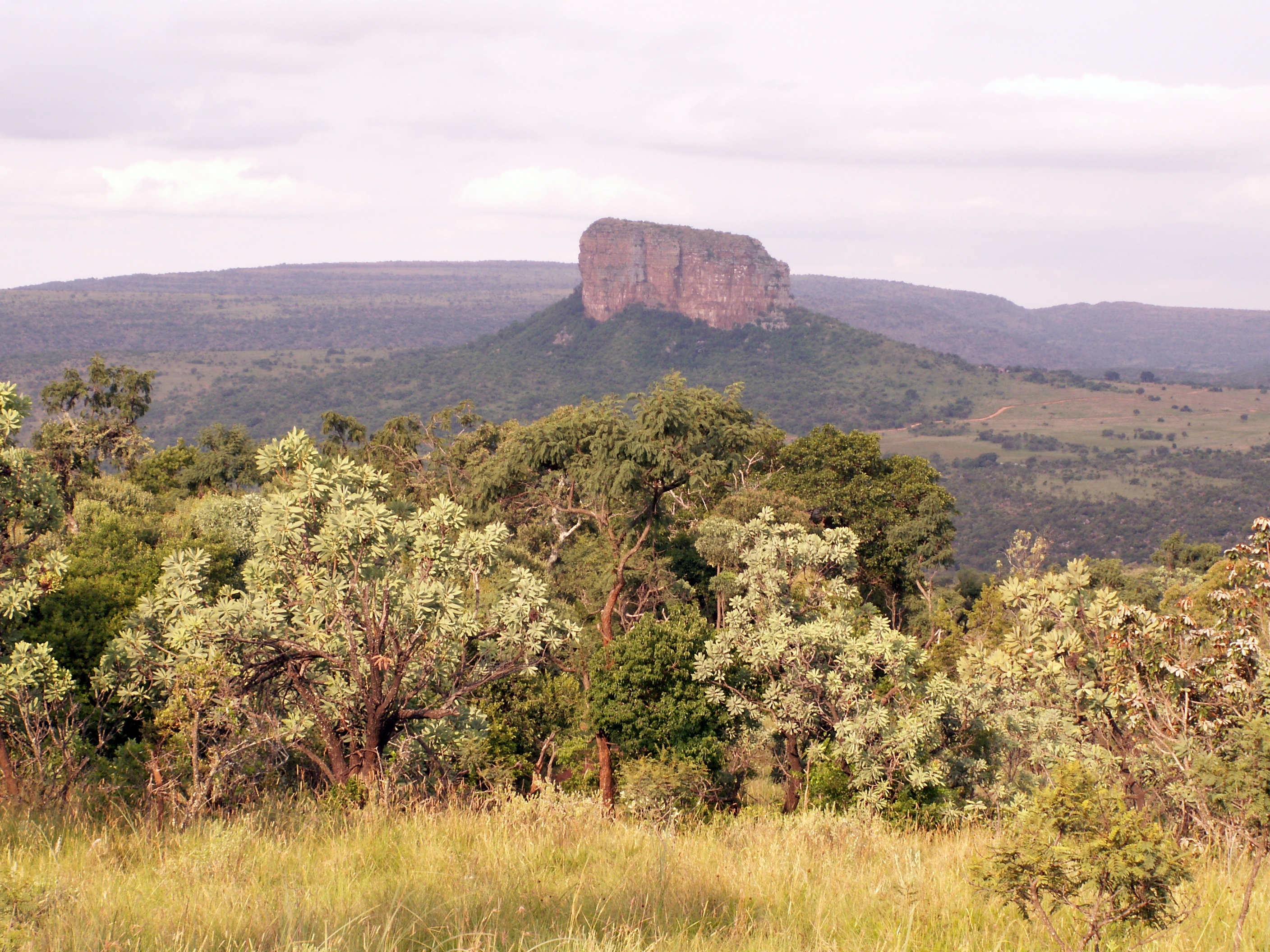
Landschap in Waterberg

## Gemeenten in het district[4]
- Bela Bela
- Lephalale
- Modimolle
- Mogalakwena
- Mookgopong
- Thabazimbi